# Felipe Arizmendi Esquivel

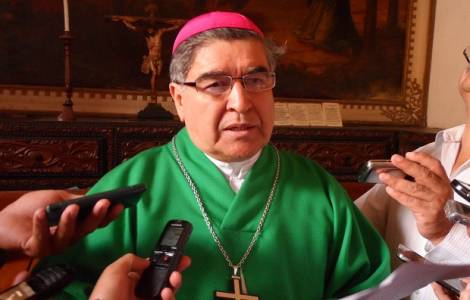
Felipe Arizmendi Esquivel v roce 2016

Felipe Arizmendi Esquivel (* 1. května 1940, Chiltepec, México) je mexický římskokatolický kněz, který byl v letech 2000-2017 biskupem v diecézi San Cristóbal de las Casas. Dne 25. října 2020 papež František oznámil během modlitby Anděl Páně, že jej dne 28. listopadu 2020 bude kreovat kardinálem.  Kardinálská kreace proběhla dne 28. listopadu 2020 v bazilice sv. Petra.  V okamžiku kreace měl více než osmdesát let, a nebyl tedy počítán mezi kardinály-volitele.